# La Jeune-République
Ne doit pas être confondu avec La Jeune République.
La Jeune-République est un hebdomadaire politique français fondé par Marc Sangnier, organe de son parti politique la Ligue de la jeune République. Il a paru entre le 13 juin 1920 et le 31 décembre 1989.